# Slag bij Boonville
De Slag bij Boonville vond plaats op 17 juni 1861 in Cooper County, Missouri tijdens de Amerikaanse Burgeroorlog. De Noordelijken verkregen met deze overwinning de controle over de Missouri. Ze slaagden er eveneens in om de staat Missouri te behouden voor de Unie.

## Achtergrond
De pro-Zuidelijke gouverneur Claiborne Fox Jackson van Missouri wilde dat zijn staat zich afscheurde van de Verenigde Staten en zou toetreden tot de Geconfedereerde staten. De publieke opinie was meer te vinden voor neutraliteit. De verkozen staatsconventie keurde de vraag tot afscheuring dan ook af, tot groot ongenoegen van de gouverneur.
Enkele elementen die voor de afscheuring waren, namen het arsenaal van Liberty (Missouri) in. Ze maakten plannen om nog meer wapens in handen te krijgen door het St. Louis Arsenaal in te nemen. Deze pogingen werden tegengehouden door een jonge kapitein, Nathaniel Lyon. Hij kreeg hulp van de lokale politicus Frank Blair en de Duitse immigranten die tegen de slavernij waren om het arsenaal te vrijwaren. Lyon zette Duitse militietroepen in om de Missouri State Guard gevangen te nemen terwijl deze laatsten aan het trainen waren in Camp Jackson op 10 mei 1861. Toen Lyon de gevangenen door de hoofdstraat van St. Louis liet afmarcheren, ontstonden er rellen. Het gevolg hiervan was dat de legislatuur van Missouri het decreet van de gouverneur goedkeurde om de nieuwe Missouri State Guard op te richten, gericht tegen de Noordelijke bemoeienissen.
Er werden pogingen ondernomen om de gemoederen te bedaren. Toen Nathaniel Lyon benoemd werd tot brigadegeneraal en het bevel kreeg over Missouri werden de gesprekken stopgezet. Dit gebeurde op 11 juni 1861. Er heerste algemeen wantrouwen tussen beide partijen.
Gouverneur Jackson en generaal-majoor Sterling Price, bevelhebber van de State Guard vluchtten naar de hoofdstad, Jefferson City. Toen ze daar arriveerden op 12 juni, kwamen ze al snel tot het besluit dat deze stad niet verdedigd kon worden. De volgende dag vluchtten ze naar Boonville.
Generaal Nathaniel Lyon zette de achtervolging in met een stoomboot. Zijn eenheid bestond uit twee vrijwilligersregimenten, een compagnie van beroepsmilitairen en een artilleriebatterij, samen ongeveer 2000 soldaten. Zijn doel was de verovering van Jefferson City en de vernietiging van de State Guard. Lyon bereikte Jefferson City op 15 juni, waar hij vernam dat Jackson en Price gevlucht waren naar Boonville.
Price probeerde ondertussen zijn strijdkrachten te organiseren. Hij probeerde de verschillende eenheden van de State Guard van Lexington en Boonville te verzamelen. Zodra Lyon zou verschijnen, zou Price zich terugtrekken. State Guard-kolonel John S. Marmaduke kreeg het bevel over Boonville. Brigadegeneraal Mosby M. Parsons moest zich 30 km zuidelijker opstellen nabij Tipton.
Price vervoegde zich bij de troepen die zich bij Lexington verzamelden. De gouverneur kreeg dus het bevel in handen. Jackson, een ervaren politicus maar geen militair, besloot om zich niet meer terug te trekken. Veel soldaten wilden de Noordelijken lik op stuk geven. Deze soldaten hadden geen goede uitrusting. Ze bezaten oude jachtgeweren en waren onvoldoende getraind. Marmaduke verzette zich tegen de nakende slag, maar nam toch het bevel op zich van de aanwezige troepen.
Lyon liet 300 soldaten achter als garnizoen in Jefferson City. Op 16 juni vertrok de rest van de eenheden per stoomboot. In de vroege ochtend van 17 juni landden ze 12 km ten zuiden van Boonville. Jackson werd op de hoogte gebracht van de aanwezigheid van Lyon. Jackson stuurde een bericht naar Parson om zijn troepen naar Boonville te sturen. Parson zou niet op tijd bij Jackson geraken.

## De slag
Hoewel deze slag niet meer was dan een schermutseling, zou het toch grote gevolgen hebben voor de Zuidelijke aanwezigheid in Missouri.
Lyons troepen marcheerden via de Rocheport Road naar Boonville. Hij kwam verschillende Zuidelijke buitenposten tegen. Door de Noordelijke druk werden deze posten snel overrompeld.
Op een helling stonden ongeveer 500 soldaten van de Missouri State Guard Lyons troepen op te wachten. De State Guard was slecht toegerust om de Noordelijken te weerstaan. Ze hadden geen artillerie. Alle artillerie was gedetacheerd aan Parson in Tipton. De enige weerbare troepen werden door gouverneur Jackson in reserve gehouden. De compagnie van kapitein Kelly zou niet deelnemen aan de slag. Jackson stond 1,5 km verder om alles gade te slaan.
Nadat Lyon zijn soldaten en artillerie opgesteld had, rukten ze op. De artillerie verjoeg de Zuidelijke scherpschutters bij het huis van William M. Adams. De Noordelijke infanterie vuurde enkele salvo’s af op de soldaten van de Guard. De Missouri State Guard brak en vluchtte. Een Zuidelijke poging om de slaglinie opnieuw te vormen mislukte, nadat de Noordelijken het vijandelijke kamp hadden ingenomen. De beschieting van de Zuidelijken door de kanonneerboten van Lyon maakte de chaos compleet.
De Zuidelijken vluchtten terug naar Boonville. Samen met hun gouverneur trokken ze zich terug naar de zuidwestelijke hoek van hun staat. Het korte gevecht en de daaropvolgende vlucht kreeg de bijnaam de “Boonville Races”. Om 11.00u nam Lyon de stad in.

## Gevolgen
Lyon veroverde naast de stad Boonville ook de voorraden, uitrustingen en arsenaal van de State Guard. Naast twee ijzeren 6-pound kanonnen veroverden de Noordelijken 500 vuursteenslotgeweren, 1200 paar schoenen, enkele tenten en een hoeveelheid voedsel.
Deze schermutseling had een minimum aan levens geëist, maar de strategische gevolgen waren des te zwaarder. De Zuidelijken werden uit het centrum van de staat verjaagd. Price kwam tot het besluit dat hij Lexington onmogelijk kon behouden en trok zich eveneens terug. De communicatielijnen met het noorden van Missouri waren doorgesneden. Mogelijke vrijwilligers uit het noorden van de staat ondervonden grote moeilijkheden om de Zuidelijke strijdkrachten te bereiken. De staat Missouri was grotendeels verloren gegaan voor het Zuiden.
Een ander gevolg was de demoralisatie van de Missouri State Guard. Hoewel ze de gevechten zouden voortzetten en nog overwinningen zouden boeken, was hun oorspronkelijk moraal sterk verzwakt. De Noordelijke overwinning gaf Lyon de nodige tijd om zijn greep op de staat te verstevigen. Marmaduke nam ontslag uit de Missouri State Guard en zocht een commissie in het Zuiden.